# Anopheles vanhoofi
Anopheles vanhoofi este o specie de țânțari din genul Anopheles, descrisă de Wanson și Lebied în anul 1945. Conform Catalogue of Life specia Anopheles vanhoofi nu are subspecii cunoscute.